# جورج راندولف هارست جونيور
جورج راندولف هارست جونيور (بالإنجليزية: George Randolph Hearst, Jr.)‏ هو نجم اجتماعي أمريكي، ولد في 13 يوليو 1927، وتوفي في 25 يونيو 2012 بسبب سكتة.